# Průmyslová zóna Matam

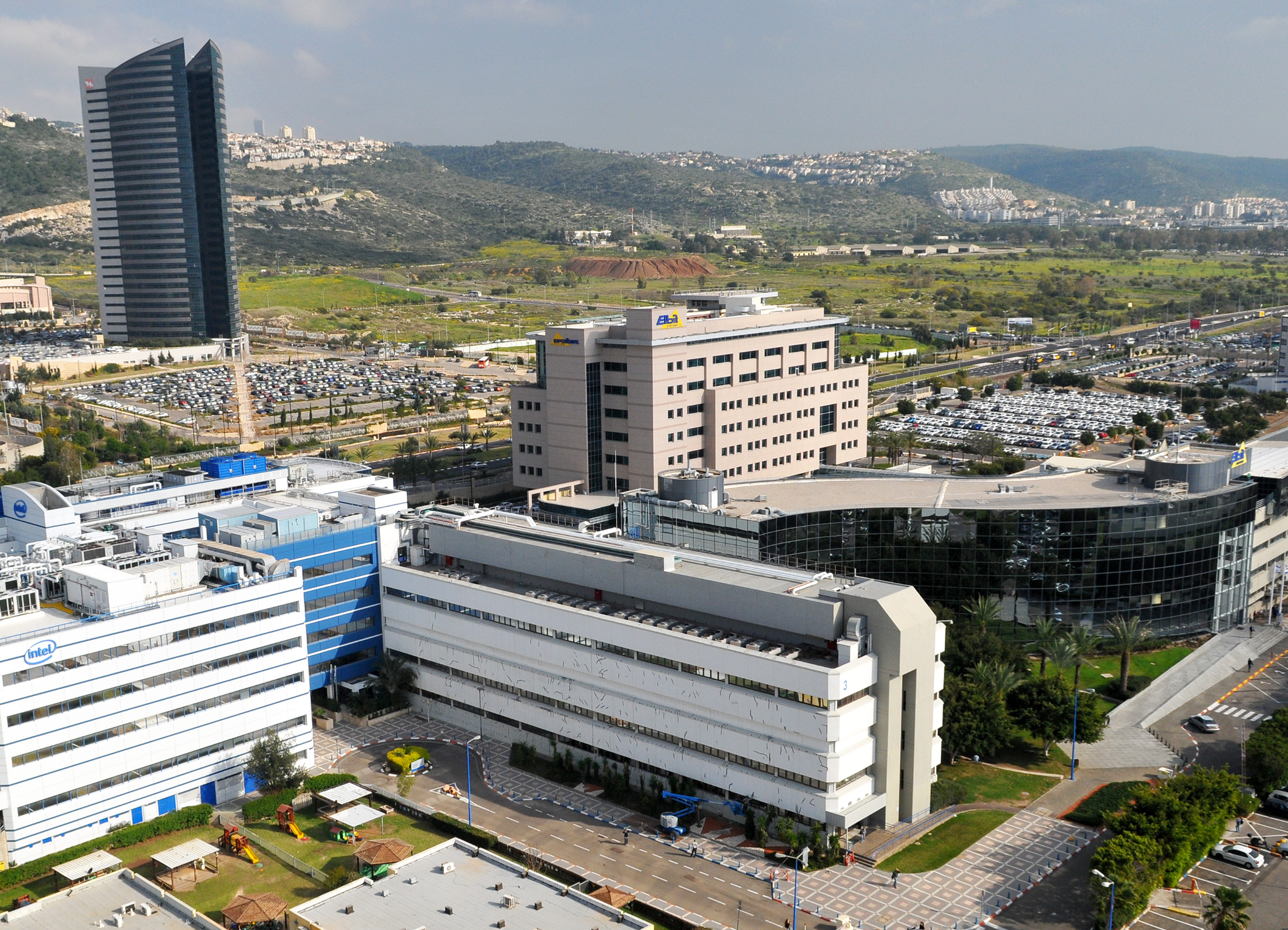
Zástavba v průmyslové zóně Matam

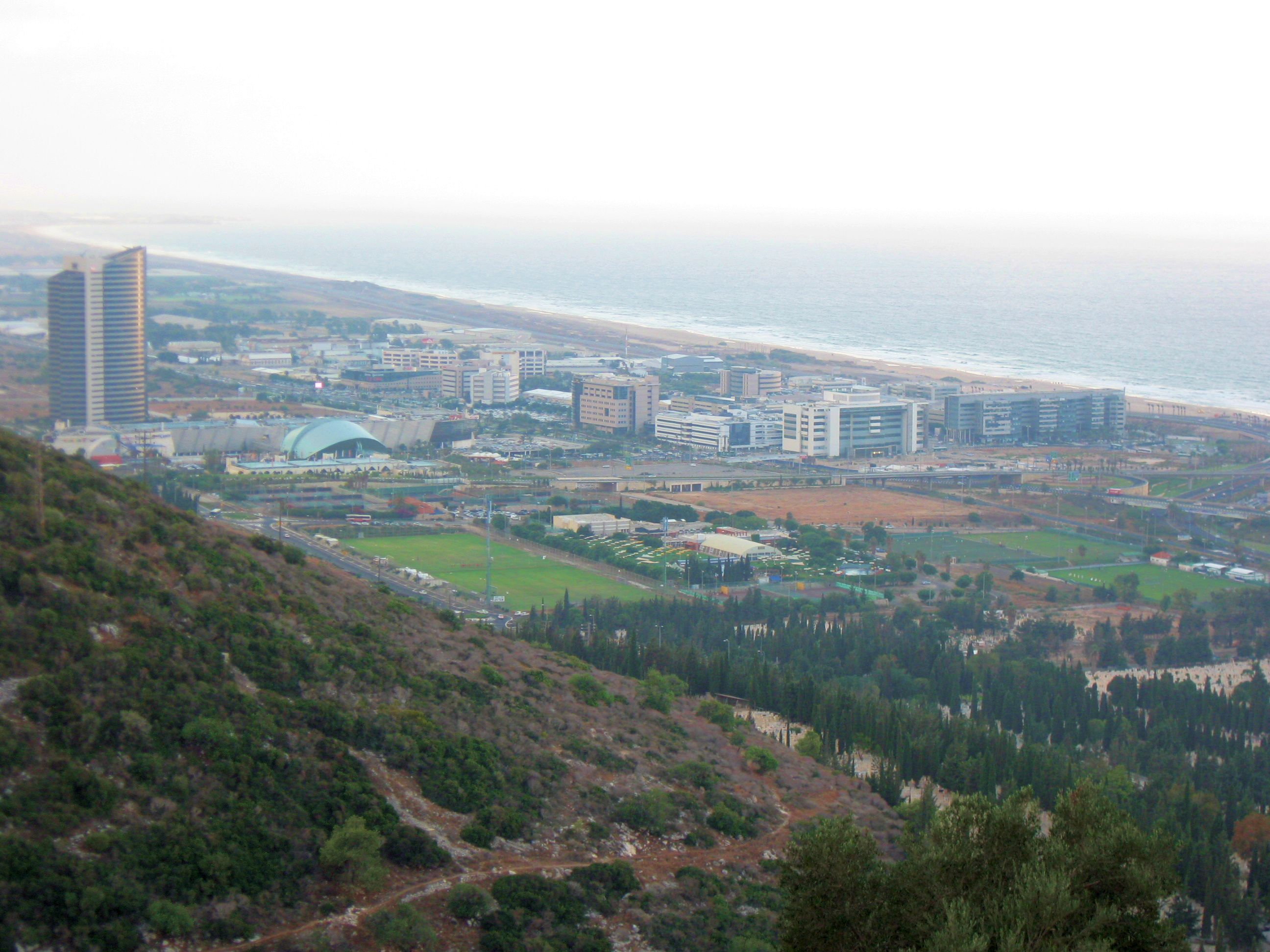
Celkový pohled z pohoří Karmel

Průmyslová zóna Matam (hebrejsky מרכז תעשיות מדע‎, Merkaz ta'asijot mada, akronym Matam, מת״מ‎, doslova Vědecko-průmyslové centrum, oficiálně nazýváno též מת״מ – נוה כרמל‎, Matam – Neve Karmel, alternativní název lokality פארק מת״ם‎, Park Matam) je průmyslová zóna a čtvrť v jihozápadní části Haify v Izraeli. Nachází se v administrativní oblasti Ma'arav Chejfa, respektive v její podčásti ha-Chof ha-Daromi na pobřeží Středozemního moře, nedaleko úpatí pohoří Karmel.

## Geografie
Leží na pobřeží Středozemního moře v nadmořské výšce do 50 metrů, cca 4,5 kilometru jihozápadně od centra dolního města. Na východě s ní sousedí čtvrť Achuza a Karmelija, na severu Kfar Samir a hřbitov Sde Jehošua, na jihu Kirjat Eli'ezer a na jihu Karmel Cafoni. Okolní oblast se též nazývá Mevo'ot Daromim. Zaujímá úzký rovinatý pás území mezi mořským břehem a západním okrajem prudkých svahů pohoří Karmel, ze kterých sem stékají četná vádí jako Nachal Achuza. Hlavní dopravní osou je pobřežní dálnice číslo 2, která tu ústí do dálnice číslo 4 (třída Sderot ha-Hagana), z nichž tu odbočují Karmelské tunely coby jižní obchvat města. Podél moře prochází také železniční trať a na ní zde stojí železniční stanice Chejfa Chof ha-Karmel.

## Popis zóny
Jde o největší a nejstarší průmyslovou zónu v Izraeli zřízenou v 70. letech 20. století na podporu moderních technologií. Rozloha vlastních areálů dosahuje cca 220 000 čtverečních metrů. Pracuje tu 8000 lidí. Funguje zde cca 50 firem jako Intel, Elbit Systems, Microsoft, Philips, Google nebo Yahoo. Zóna je vlastněna firmou Gav-Yam (podíl 50,1 %) a podnikem Haifa Economic Corporation, který je komunálně vlastněn městem Haifa (49,9 %). Správa průmyslové zóny nabízí zdejším podnikům i služby, péči o děti, dopravní spojení, poštovní úřad a čerpací stanice.
Jde o intenzivně využitou a převážně neosídlenou lokalitu využívanou zejména pro komerční a průmyslové účely. Jako městská čtvrť má rozlohu 4,85 kilometru čtverečního. Není tu evidována trvalá populace.